# Bárbara Gatica
Bárbara Gatica (Santiago del Cile, 16 agosto 1996) è una tennista cilena squalificata fino all'8 dicembre 2025.

## Biografia
Ha iniziato a giocare a tennis all'età di 5 anni, allenata dal padre sui campi pubblici del Parque Aracuano.
Ha vinto 2 titoli ITF in singolare e ben 17 in doppio. Non si è mai aggiudicata invece nessun torneo WTA.
Nel 2015 è diventata tennista professionista, entrando anche a far parte della squadra cilena di Billie Jean King Cup. Insieme alle sue compagne di squadra, ha permesso la salvezza del Cile nel Gruppo 1 della zona americana, dopo aver sconfitto il Venezuela. Nella Billie Jean King Cup complessivamente ha riportato 17 vittorie e 12 sconfitte tra singolare e doppio.
Il suo miglior piazzamento nel ranking WTA è stato il 241 in singolare e il 212 in doppio, sempre nel 2022.
Nel giugno 2022 l'International Tennis Integrity Agency (ITIA) l'ha squalificata per tre anni, in seguito a un'indagine su partite truccate. La tennista cilena aveva perso deliberatamente un match nel 2016. 